# Јусуф Повлсен
Јусуф Јурари Повлсен (дан. Yussuf Yurary Poulsen; 15. јуна 1994) је дански фудбалер, који тренутно наступа за РБ Лајпциг и репрезентацију Данске.

## Каријера
Повлсен је започео каријеру у Лингбију, а 4. децембра 2011. године дебитовао је у данској Супер лиги у мечу против Хорсенса.
У лето 2013. године Повлсен је прешао у немачки РБ Лајпциг. Први гол за Лајпциг у Бундеслиги је постигао у сезони 2016/17. против Аугзбурга.

## Репрезентација
За данску репрезентацију је дебитовао у 2014. године. На Светском првенству 2018. године, Повлсен је постигао победоносни гол у првом колу против Перуа.

### Голови за репрезентацију
| #  | Датум              | Место      | Противник | Гол | Резултат | Такмичење                                 |
| -- | ------------------ | ---------- | --------- | --- | -------- | ----------------------------------------- |
| 1. | 13. јун 2015.      | Копенхаген | Србија    | 1:0 | 2:0      | Квалификације за Европско првенство 2016. |
| 2. | 17. новембар 2015. | Копенхаген | Шведска   | 1:2 | 2:2      | Квалификације за Европско првенство 2016. |
| 3. | 8. октобар 2016.   | Варшава    | Пољска    | 2:3 | 2:3      | Квалификације за Светско првенство 2018.  |
| 4. | 9. јун 2018.       | Брондби    | Мексико   | 1:0 | 2:0      | Пријатељска утакмица                      |
| 5. | 16. јун 2018.      | Саранск    | Перу      | 1:0 | 1:0      | Светско првенство 2018.                   |